# Scherzo Nr. 1 (Chopin)

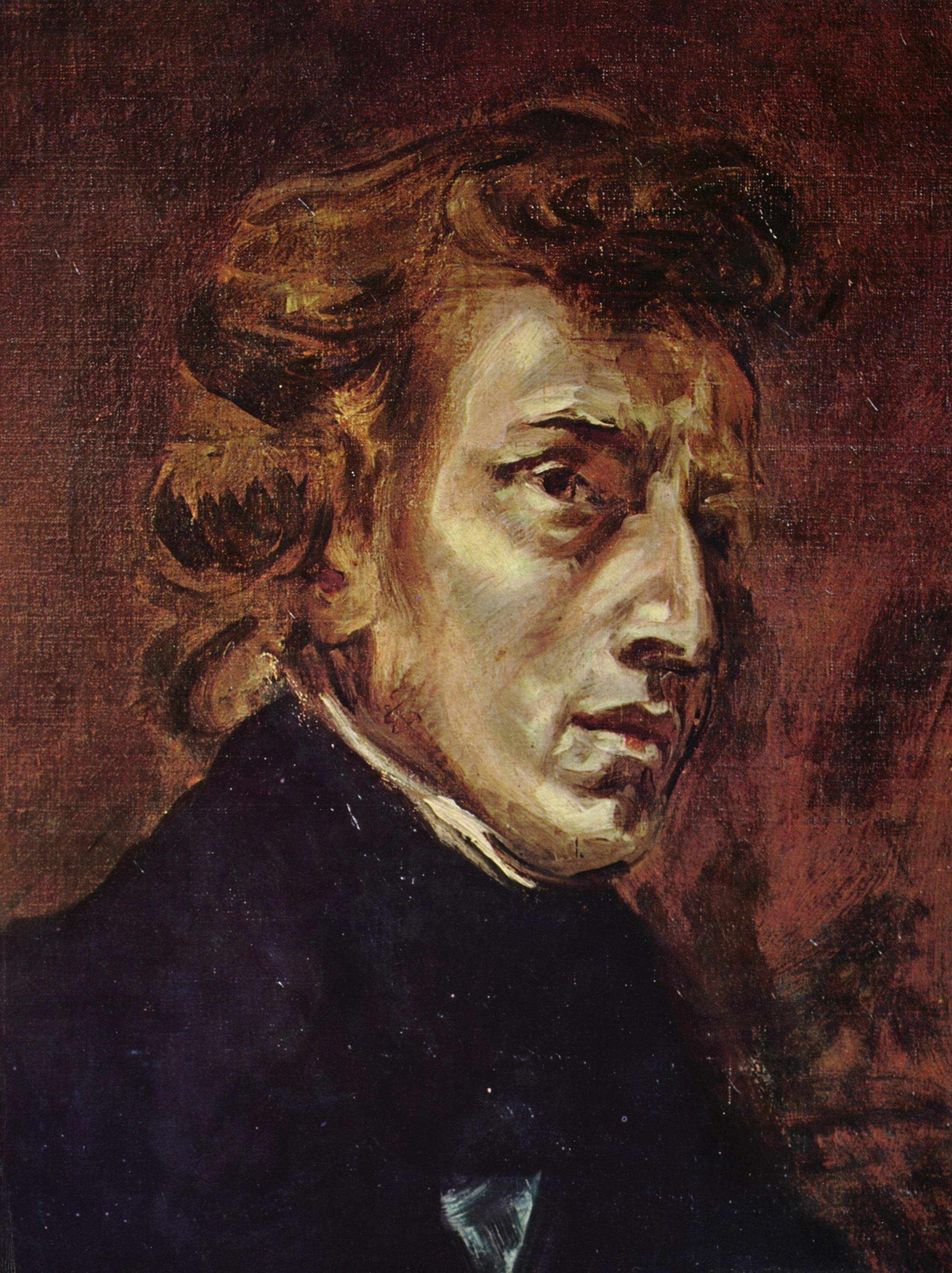
Chopin, Porträt von Eugène Delacroix

Das Scherzo Nr. 1 h-Moll op. 20, das Frédéric Chopin zwischen 1830 und 1831 (nach anderen Angaben 1831 bis 1832) komponierte, ist das erste aus einer Reihe von vier Scherzi. Es ist Thomas Albrecht gewidmet und gehört mit seinen wilden, fieberhaften Achtel-Passagen und jähen Stimmungswechseln zu den entfesseltsten Stücken des Chopinschen Œuvres.

## Inhalt
Das Scherzo beginnt (Presto con fuoco) mit zwei spannungsvollen Fortissimo-Akkorden, die wie ein Aufschrei wirken und sich über jeweils vier Takte erstrecken. Sodann beginnen wilde, wirbelnd emporschießende, dynamisch sich steigernde Achtel-Figuren, die von einer erregt synkopischen Figur der Linken begleitet werden und an ein bedrohliches Gurgeln und Brodeln erinnern. Diese Bewegung wird nach einem Abwärtslauf, weiteren Aufschwüngen und drei Fortissimo-Akkorden in Takt 43 zweimal von düsteren Bassmotiven kontrastiert, denen in den Takten 52 und 54 eine Art pochendes Schicksalsmotiv folgt.
Nach einer rasanten Steigerung überrascht das mittlere Trio (Molto più lento) in H-Dur ab Takt 157 mit einem erschütternden, fast magisch wirkenden Stimmungsgegensatz. Chopin zitierte das polnische Weihnachtslied Lulajże, Jezuniu, lulajże, lulaj (Schlaf, mein Jesulein, schlaf!), dessen innige Melodie durch einen raffinierten Klaviersatz klanglich bereichert wird, indem den Tönen ein nachschlagendes dominantisches fis im höheren Register folgt.
Nach dreimaligem Erklingen der Weihnachtsmelodie leiten zwei jähe Fortissimo-Akkorde, die an den heftigen Beginn erinnern, ab Takt 205 die Rückkehr des ungestümen Hauptteils ein, der ohne Ruhepause ab Takt 325 in eine dramatische Coda mündet. Die Steigerung (risoluto e sempre più animato) kulminiert in einem grellen, zehntönigen Akkord über dem Dominantorgelpunkt Fis, der neunmal forte fortissimo angeschlagen wird. Nach einer wilden Abwärtsbewegung, einem aufwärts rasenden, von beiden Händen gespielten chromatischen Lauf – von Vladimir Horowitz in Doppeloktaven gesetzt – und heftigen Akkorden endet das Werk.

## Hintergrund
Der Widmungsempfänger Thomas Albrecht war Sekretär bei der sächsischen Gesandtschaft in Paris sowie Weinhändler und ein enger Freund des Komponisten, der auch die Patenschaft bei der Taufe von Albrechts Tochter Thérèse übernahm. Sein Vorgesetzter war Graf Hans Heinrich von Könneritz, der von 1828 bis 1848 als sächsischer Gesandter in Paris tätig war. Noch 1850 wird Thomas Albrecht als sächsischer Konsul und Handelsagent in Paris genannt.
Der erste Scherzo ist nach weit verbreiteter Auffassung autobiographisch zu erklären. Es entstand in einer schwierigen Lebenssituation, deren seelische Auswirkungen sich in dem aufgewühlten und pathetischen Gestus der Musik widerspiegeln. Chopin befand sich auf einer Konzertreise in Wien, als am 29. November in Warschau der Novemberaufstand ausbrach und bald niedergeschlagen wurde. Man riet dem polnischen Patrioten davon ab, in seine Heimat zurückzukehren. So blieb er in Österreich und reiste später über Stuttgart nach Paris. Wie er einem Freund mitteilte, litt er seelisch unter den Umständen. Während er in den Salons ruhig bliebe, tobe und donnere er zu Hause am Klavier.
Der Einfall zu dem Werk soll ihm in Wien gekommen sein. In Stuttgart, wo er von der Niederschlagung des Aufstandes und der geplanten Vergeltung durch die Russen erfuhr, setzte er die Arbeit an dem Scherzo fort und vollendete es in Paris.
Die Scherzi heben sich wie viele andere seiner Werke von Vorgängermodellen ab und können – wie die Balladen – als eine Gattungsneugründung betrachtet werden, indem Chopin den Beethovenschen Satztypus, der an die Stelle des Menuetts getreten war, aus dem Sonatenzyklus löste und verselbständigte.
Auch andere zeitgenössische Komponisten wie Felix Mendelssohn Bartholdy wählten die Bezeichnung Scherzo für kürzere Stücke, in denen sie die lebhafte Motorik dieser musikalischen Form übernahmen. Im Gegensatz zu ihnen bezog Chopin sich deutlicher auf Beethovens Gegenüberstellung von scherzo- und trioartigen Abschnitten.